# Rhys McClenaghan
Rhys Joshua McClenaghan, né le 21 juillet 1999 à Newtownards, est un gymnaste artistique irlandais. Né en Irlande du Nord, il participe également aux championnats britanniques. Il remporte la première médaille d'or de l'histoire en gymnastique pour l'Irlande en s'imposant au cheval d'arçon lors des jeux olympiques d'été de 2024 à Paris.

## Carrière
Rhys McClenaghan remporte la médaille d'or au cheval d’arçons lors des Jeux du Commonwealth de 2018 et aux Championnats d'Europe de gymnastique artistique masculine 2018.
Il est médaillé d'argent au cheval d'arçons aux Championnats du monde de gymnastique artistique 2019.
En 2022, il est médaillé d'or au cheval d'arçons aux Championnats du monde et médaillé d'argent sur cet agrès aux Jeux du Commonwealth.
Aux Championnats d'Europe de gymnastique artistique 2023 à Antalya, il est médaillé d'or au cheval d'arçons.

## Palmarès

### Jeux olympiques
- Paris 2024
  -  médaille d'or au cheval d'arçons

### Championnats du monde
- Stuttgart 2019
  -  médaille de bronze au cheval d'arçons

- Liverpool 2022
  -  médaille d'or au cheval d'arçons

- Anvers 2023
  -  médaille d'or au cheval d'arçons

### Championnats d'Europe
- Glasgow 2018
  -  médaille d'or au cheval d'arçons

- Antalya 2023
  -  médaille d'or au cheval d'arçons

- Rimini 2024
  -  médaille d'or au cheval d'arçons